# Kodeste
Kodeste is een plaats in de Estlandse gemeente Hiiumaa, provincie Hiiumaa. De plaats heeft de status van dorp (Estisch: küla).
Kodeste lag tot in oktober 2013 in de gemeente Kõrgessaare, daarna tot in oktober 2017 in de gemeente Hiiu en sindsdien in de fusiegemeente Hiiumaa.

## Bevolking
De ontwikkeling van het aantal inwoners blijkt uit het volgende staatje:
| Jaar            | 2000 | 2011 | 2018 | 2021 |
| --------------- | ---- | ---- | ---- | ---- |
| Aantal inwoners | 8    | 8    | 10   | 17   |

## Geografie
De plaats ligt aan de basis van het schiereiland Tahkuna, het meest noordelijke deel van het eiland Hiiumaa. Een deel van Kodeste valt onder het natuurreservaat Tahkuna looduskaitseala (18,6 km²). Een onderdeel van het reservaat is het moerasgebied Kodeste soo (68 ha), dat op het grondgebied van de dorpen Kodeste, Kauste en Lehtma ligt.
De plaats ligt 8 km ten noordwesten van Kärdla, de hoofdstad van Hiiumaa.

## Geschiedenis
Kodeste werd voor het eerst genoemd in 1564 als Kopsta by, een dorp in de Wacke Korkeszar. By is Zweeds voor ‘dorp’; een Wacke was een administratieve eenheid voor een groep boeren met gezamenlijke verplichtingen. In 1565 stond het dorp bekend als Kotzta, Pikkas of Pickpex en in 1599 als Quottista Matz. In 1633 werd het landgoed Hohenholm (Kõrgessaare) gesticht. Kodeste lag vanaf dat moment op dat landgoed. In 1688 stond het dorp bekend als Kosteby, Kåtste of Kotsta, in 1798 heette het Kotsta en in 1844 Koddaste.
Tussen 1977 en 1997 viel Kodeste onder het buurdorp Malvaste.